# Margaretha van Blois
Margaretha van Blois (circa 1170 - Besançon, 12 juli 1230) was van 1218 tot 1230 gravin van Blois.

## Levensloop
Margaretha werd geboren als de dochter van graaf Theobald V van Blois en diens echtgenote Adelheid van Frankrijk, dochter van koning Lodewijk VII van Frankrijk.
In 1183 huwde ze met Hugo van Oisy, heer van Montmirail, waarmee Margaretha zijn derde echtgenote werd. Na diens dood in augustus 1189 hertrouwde ze in 1190 met graaf Otto I van Bourgondië, een zoon van keizer Frederik I Barbarossa van het Heilige Roomse Rijk. Uit dit huwelijk werden twee dochters geboren:
- Johanna I (1191-1205), gravin van Bourgondië
- Beatrix II (1193-1231), gravin van Bourgondië, huwde in 1208 met hertog Otto I van Meranië

Na het overlijden van Otto van Bourgondië in 1200, nam Margaretha namens haar minderjarige dochters het regentschap van het graafschap Bourgondië op zich. Ze bleef regentes tot aan het huwelijk van haar dochter Beatrix II in 1208.
In 1202 of 1203 trouwde Margaretha voor een derde maal. De bruidegom was heer Wouter II van Avesnes. Uit dit huwelijk werden minstens drie kinderen geboren:
- Theobald, jong gestorven
- Maria (overleden in 1241), gravin van Blois, huwde in 1226 met graaf Hugo V van Saint-Pol
- Isabella, huwde met heer Jan van Oisy en Montreuil

In 1218 erfde Margaretha de graafschappen Blois en Châteaudun na de dood van haar kinderloze neef Theobald VI. Deze graafschappen werden na haar dood geërfd door haar dochter Maria.
In 1230 stierf Margaretha, waarna ze werd bijgezet in de Saint-Etiennekerk van Besançon. In 1674 werd haar graf overgebracht naar de Sint-Janskerk van Besançon.

## Voorouders
| Voorouders van Margaretha van Blois (1170-1230) | Voorouders van Margaretha van Blois (1170-1230)                                 | Voorouders van Margaretha van Blois (1170-1230)                                 | Voorouders van Margaretha van Blois (1170-1230)                                 | Voorouders van Margaretha van Blois (1170-1230)                                 | Voorouders van Margaretha van Blois (1170-1230)                                 | Voorouders van Margaretha van Blois (1170-1230)                                 | Voorouders van Margaretha van Blois (1170-1230)                            | Voorouders van Margaretha van Blois (1170-1230)                            |
| ----------------------------------------------- | ------------------------------------------------------------------------------- | ------------------------------------------------------------------------------- | ------------------------------------------------------------------------------- | ------------------------------------------------------------------------------- | ------------------------------------------------------------------------------- | ------------------------------------------------------------------------------- | -------------------------------------------------------------------------- | -------------------------------------------------------------------------- |
| Overgrootouders                                 | Stefanus II van Blois (1045-1102) ∞ Adela van Engeland (1062-1137)              | Stefanus II van Blois (1045-1102) ∞ Adela van Engeland (1062-1137)              | Engelbert van Karinthië (1070-1141) ∞ Uta van Passau (-)                        | Engelbert van Karinthië (1070-1141) ∞ Uta van Passau (-)                        | Lodewijk VI van Frankrijk (1081-1137) ∞ 1115 Adelheid van Maurienne (1092-1154) | Lodewijk VI van Frankrijk (1081-1137) ∞ 1115 Adelheid van Maurienne (1092-1154) | Willem X van Aquitanië (1099-1137) ∞ Aenor van Chatellerault               | Willem X van Aquitanië (1099-1137) ∞ Aenor van Chatellerault               |
| Grootouders                                     | Theobald IV van Blois (1190-1152) ∞ Mathilde van Sponheim-Karinthië (1205-1241) | Theobald IV van Blois (1190-1152) ∞ Mathilde van Sponheim-Karinthië (1205-1241) | Theobald IV van Blois (1190-1152) ∞ Mathilde van Sponheim-Karinthië (1205-1241) | Theobald IV van Blois (1190-1152) ∞ Mathilde van Sponheim-Karinthië (1205-1241) | Lodewijk VII van Frankrijk (1120-1180) ∞ Eleonora van Aquitanië (122-1204)      | Lodewijk VII van Frankrijk (1120-1180) ∞ Eleonora van Aquitanië (122-1204)      | Lodewijk VII van Frankrijk (1120-1180) ∞ Eleonora van Aquitanië (122-1204) | Lodewijk VII van Frankrijk (1120-1180) ∞ Eleonora van Aquitanië (122-1204) |
| Ouders                                          | Theobald V van Blois (1130-1191) ∞ Adelheid van Blois (1150-1198)               | Theobald V van Blois (1130-1191) ∞ Adelheid van Blois (1150-1198)               | Theobald V van Blois (1130-1191) ∞ Adelheid van Blois (1150-1198)               | Theobald V van Blois (1130-1191) ∞ Adelheid van Blois (1150-1198)               | Theobald V van Blois (1130-1191) ∞ Adelheid van Blois (1150-1198)               | Theobald V van Blois (1130-1191) ∞ Adelheid van Blois (1150-1198)               | Theobald V van Blois (1130-1191) ∞ Adelheid van Blois (1150-1198)          | Theobald V van Blois (1130-1191) ∞ Adelheid van Blois (1150-1198)          |

- Gemeinsame Normdatei: 137968094
- Virtual International Authority File: 86127621